# Maciej Żylicz
Maciej Żylicz (ur. 21 września 1953 w Gdańsku) – polski biochemik i biolog molekularny, prezes zarządu Fundacji na rzecz Nauki Polskiej, członek rzeczywisty Polskiej Akademii Nauk, członek korespondent Polskiej Akademii Umiejętności.

## Życiorys
Jest synem Andrzeja Żylicza i Marii Grażyny Żylicz, a także bratankiem Marka Żylicza i Jana Żylicza. Jego ojciec był inżynierem, matka lekarką.
Szkołę podstawową ukończył we Wrocławiu, zaś średnią o profilu sportowym w Zielonej Górze. Uprawiał koszykówkę i skok w wzwyż. W latach 1972–1977 studiował fizykę i biologię (w trybie indywidualnym) na Uniwersytecie Gdańskim. W 1977 r. uzyskał tytuł zawodowy magistra fizyki i został przyjęty na studium doktoranckie Akademii Medycznej w Gdańsku.
W latach 1973–1979 działał w Ruchu Obrony Praw Człowieka i Obywatela i Ruchu Młodej Polski. W 1976 był sygnatariuszem Listu 66 do Sejmu PRL – protestu wobec zmian w Konstytucji PRL. W 1977 zbierał podpisy i pieniądze na rzecz robotników z Radomia i Ursusa. Po wprowadzeniu stanu wojennego przewodniczył strajkowi na UG. W latach 1980–1989 był zastępcą, a później przewodniczącym komisji zakładowej NSZZ „Solidarność” na UG.
W 1980 uzyskał stopień doktora nauk przyrodniczych z zakresu biochemii na Akademii Medycznej w Gdańsku. W latach 1982–1984 przebywał na stażu naukowym w University of Utah oraz Stanford University. W 1984 r. powrócił do Gdańska i założył własny zespół badawczy. Habilitował się w 1986 r. z zakresu biologii molekularnej w Instytucie Biochemii i Biofizyki PAN. Tytuł profesora nauk przyrodniczych został mu nadany w 1992 r..
Od 1980 do końca lat 90. był związany zawodowo z macierzystym UG, m.in. jako prorektor ds. nauki (w latach 1990–1993). Współtworzył Międzyuczelniany Wydział Biotechnologii UG-AMG. W latach 1993–1994 pracował jako visiting professor w Instytucie Onkologii, Medical Center, University of Utah. W latach 1999–2018 był kierownikiem Zakładu Biologii Molekularnej w warszawskim Międzynarodowym Instytucie Biologii Molekularnej i Komórkowej. Specjalizuje się w biologii molekularnej, prowadząc badania nad białkami szoku cieplnego w replikacji, transkrypcji i naprawie DNA, proteolizie oraz w komórkach nowotworowych.
Wypromował 15 doktorów (m.in. późniejszych samodzielnych pracowników naukowych: Jerzego Osipiuka, Krzysztofa Liberka, Dorotę Skowyrę, Bogdana Baneckiego, Dianę Wojtkowiak, Joannę Puzewicz, Piotra Barskiego, Joannę Jakóbkiewicz-Banecką). Po przeniesieniu do Warszawy stopień doktora otrzymali: Frank King, Marta Bućko-Justyna, Grzegorz Kudła, Aleksandra Helwak, Leszek Lipiński, Zuzanna Szymańska, Marcin Herok. Publikował artykuły w takich czasopismach jak „Cell”, „EMBO J.”, „Proceedings Academy of Science USA”, „Cancer", "Journal of Biological Chemistry”.
Piastował wiele  funkcji związanych z zarządzaniem nauką w Polsce i UE. Był członkiem zespołu (1997–2000), później członkiem (2000–2004) Komitetu Badań Naukowych (KBN), przewodniczącym Komisji Nauk Podstawowych KBN (2000–2001), delegatem Polski na European Molecular Biology Conference (2000–2004), w European Science Foundation (2008–2010), członkiem panelu selekcyjnego w programie Young Investigator Programme (2001–2003), przewodniczącym Panelu ERC Advanced Grant LS1 (2008–2010), członkiem panelu wybierającego nowych członków European Research Council (ERC) (2010–2014), członkiem panelu wybierającego przewodniczącego ERC (2018–2019), przewodniczącym zespołu selekcyjnego członków Rady NCN (2010–2015), ekspertem w programie budowania centrów doskonałości naukowej Dioscuri MPS-NCN (2019–2024), doradcą społecznym ds. nauki Prezydenta Rzeczypospolitej Polskiej Bronisława Komorowskiego (2010–2015). Ponadto był członkiem jury międzynarodowej nagrody naukowej L’Oréal-UNESCO (2014–2016) oraz The FEBS |EMBO Women in Science Award (2007–2016), członkiem Senatu Towarzystwa Maxa Plancka (MPS) (2011–2023) oraz członkiem jury przyznającego Europejską Nagrodę Naukową finansowaną przez Fundację Körberga (2020 - obecnie). W 2005 r. został powołany na stanowisko prezesa zarządu Fundacji na rzecz Nauki Polskiej, największej polskiej pozarządowej organizacji finansującej badania naukowe.
Jest członkiem pięciu krajowych i zagranicznych akademii: jest członkiem-korespondentem Polskiej Akademii Nauk (od 2007 r. członkiem rzeczywistym), członkiem-korespondentem Polskiej Akademii Umiejętności (2001), członkiem Academia Europaea (2011), Deutsche Akademie der Naturforscher Leopoldina - Niemieckiej Akademii Nauk Przyrodniczych Leopoldina (2011), European Organisation for Research and Treatment of Cancer - Europejskiej Akademii Badań nad Rakiem (2010) oraz trzech stowarzyszeń naukowych, w których członkostwo zależy od wyborów: European Molecular Biology Organization (EMBO) - Europejskiej Organizacji Biologii Molekularnej (1999); w latach 2003–2007 był członkiem jej rady, American Society of Biochemistry and Molecular Biology -  Amerykańskiego Towarzystwa Biochemii i Biologii Molekularnej (1995) oraz Towarzystwa Naukowego Warszawskiego (2021).

## Ordery i odznaczenia
- Krzyż Komandorski Orderu Odrodzenia Polski (2015)[14]
- Krzyż Oficerski Orderu Odrodzenia Polski (2008)[15]
- Krzyż Kawalerski Orderu Odrodzenia Polski (1999)[16]
- Medal Komisji Edukacji Narodowej (1998)[17]
- Medal im. Leona Marchlewskiego (2001)[18]
- Medal Zasłużonemu Akademii Medycznej w Gdańsku (2006)[1]

## Nagrody i wyróżnienia
- Nagroda Naukowa Miasta Gdańska im. Jana Heweliusza (1992)[19]
- Nagroda im. Jakuba Parnasa za najlepsze prace z zakresu biochemii wykonane w polskich laboratoriach (1996, 2007, 2010)[20]
- Nagroda Fundacji na rzecz Nauki Polskiej (1999)[17]
- Człowiek Roku 2001 „Dziennika Bałtyckiego” (2001)[3]
- Nagroda Prezesa Rady Ministrów za osiągnięcia naukowe (2002)[17]
- tytuły doktora honoris causa Uniwersytetu Wrocławskiego (2007), Uniwersytetu Gdańskiego (2011)[21], Uniwersytetu Jagiellońskiego (2013)[22]
- Nagroda Ministra Nauki i Szkolnictwa Wyższego za całokształt dorobku (2019)